# Trikomo
Trikomo (en griego Τρίκωμο, en turco İskele) es una ciudad del Distrito de Famagusta  de la República de Chipre. Se encuentra dentro del área bajo control de la República Turca del Norte de Chipre, en la que es la capital del Distrito de İskele. Estuvo bajo control de la República de Turquía desde la invasión de 1974.
Trikomo se encuentra en la corta noroeste de la isla, en la bahía de Famagusta, con la península de Karpasia al este.

## Galería

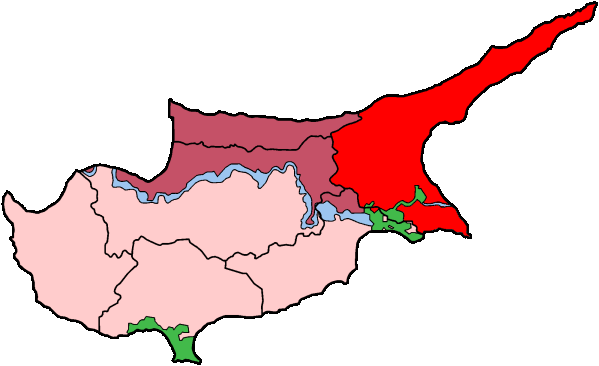
Localización del Distrito de Famagusta  en la República de Chipre.
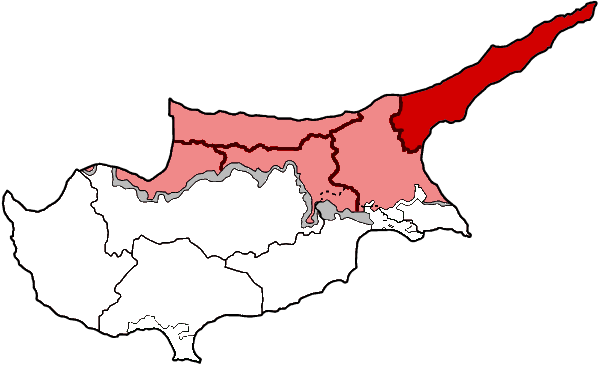
Localización del Distrito de İskele en la isla de Chipre.
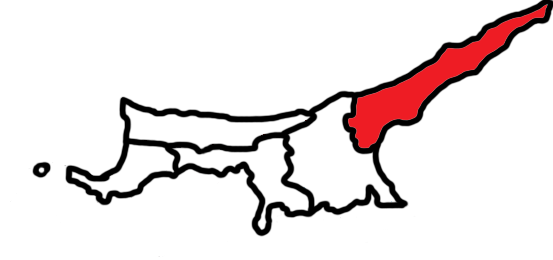
Localización del Distrito de İskele en la República Turca del Norte de Chipre.

## Ciudades hermanadas
- Samsun, Turquía.

- Datos: Q344055
- Multimedia: İskele / Q344055